# 中兴社区
中兴社区，是中华人民共和国江苏省盐城市盐都区下辖的一个乡镇级行政单位。

## 行政区划
中兴社区下辖以下地区：
何夹社区、中徐社区、周伙村和施湾村。